# Aldo Pellegrini
Aldo Pellegrini (Rosario, provincia de Santa Fe, 1903 – 1973) fue un poeta, dramaturgo, ensayista y crítico de arte argentino. 

## Trayectoria artística
Dos años después de la publicación del Primer manifiesto surrealista de André Breton en 1924, fundó junto a sus compatriotas argentinos Marino Cassano, Elías Piterbarg y David Sussman el primer grupo surrealista de Sudamérica en Argentina, que desemboca en la publicación de dos números de la revista Que en 1928.
También fue fecunda su amistad con su colega en poesía Enrique Molina.

Pellegrini participó en la creación y edición de las revistas Ciclo, Letra y Línea, A partir de cero. Su importante obra poética fue reunida en un volumen bajo el título La valija de fuego, publicada por la Editorial Argonauta en 2001.
En el terreno de las artes plásticas desarrolló asimismo una destacada labor como teórico e infatigable portavoz de los primeros artistas abstractos de la Argentina, publicando innumerables artículos en revistas especializadas de arte. En 1967 organizó en el Instituto Di Tella la importante muestra Surrealismo en la Argentina.
Junto al brasileño Mario Pedrosa y otros intelectuales participó de la génesis del proyecto Museo de la Solidaridad Salvador Allende.

## Obras

### Poesía
- (1949). El muro secreto. Buenos Aires: Argonauta.
- (1952). La valija de fuego. Buenos Aires: Américalee.
- (1957). Construcción de la destrucción. Buenos Aires: A Partir de Cero.
- (1966). Distribución del silencio. Buenos Aires: Argonauta.
- (2001) La valija de fuego (poesía completa). Buenos Aires: Argonauta.

### Teatro
- (1964). Teatro de la inestable realidad. Buenos Aires: El Carro de Tespis.
- (1966-1968). Apostasía. Buenos Aires: Argonauta

### Ensayo
- (1965). Para contribuir a la confusión general. Buenos Aires: Nueva Visión.

### Pintura
- (1956) Artistas abstractos argentinos. París/Buenos Aires: Cercle d'art.
- (1967) Panorama de la pintura argentina contemporánea. Buenos Aires: Paidós.
- (1967) Nuevas tendencias en la pintura. Buenos Aires: Muchnik.